# John Beresford (calciatore)
John Beresford (Sheffield, 2 ottobre 1966) è un ex calciatore inglese, di ruolo difensore.

## Caratteristiche tecniche
Era un terzino sinistro.

## Carriera

### Club
Tra il 1983 ed il 1986 fa parte della rosa del Manchester City e, per un periodo, degli irlandesi del Finn Harps (a cui viene ceduto in prestito), senza però giocare nessuna partita di campionato. In seguito gioca per sei stagioni consecutive nella seconda divisione inglese, prima per tre anni con il Barnsley (88 presenze e 5 reti) e successivamente per tre anni con il Portsmouth (107 presenze e 8 reti).
Nell'estate del 1992 si trasferisce al Newcastle Utd, con cui nella stagione 1992-1993 vince la seconda divisione inglese, esordendo poi l'anno seguente in prima divisione all'età di 27 anni. Negli anni compresi tra il 1993 ed il 1998 è uno dei punti fermi delle Magpies, con cui nelle stagioni 1995-1996 e 1996-1997 ottiene peraltro due secondi posti consecutivi in campionato, ai quali aggiunge anche una finale persa nella FA Cup 1997-1998 ed un FA Charity Shield 1996 (in cui veste la fascia da capitano) a sua volta perso. Nel corso di questi anni, di conseguenza, oltre ad essere titolare in campionato (179 presenze e 3 reti totali), gioca anche nelle competizioni UEFA per club: in questo senso, degna di nota è una partita dei turni preliminari di Champions League del 1997 contro la Dinamo Zagabria, nella quale mette a segno una doppietta decisiva per la vittoria della sua squadra. In totale nel corso degli anni gioca 7 partite in Coppa UEFA e 7 partite (di cui 2 nei turni preliminari) con 3 reti segnate (di cui 2 nei turni preliminari) in Champions League.
Lascia i bianconeri al termine della stagione 1997-1998 per trasferirsi al Southampton: qui, dopo 10 presenze in prima divisione nella stagione 1998-1999 ed una presenza in seconda divisione al Birmingham City (dove aveva trascorso un breve periodo in prestito) gioca 7 partite in prima divisione tra il 1999 ed il 2001, che lo portano a complessive 392 presenze e 16 reti in carriera nei campionati della Football League (tutti tra prima e seconda divisione).
Si ritira in modo definitivo nel 2002, all'età di 36 anni, dopo un'ultima stagione trascorsa giocando con vari club semiprofessionistici nelle serie minori inglesi.

### Nazionale
Ha partecipato ai Mondiali Under-20 del 1985.
Nel 1994 ha giocato 2 partite nella nazionale B. Nel marzo del 1993 aveva anche ricevuto una convocazione nella nazionale maggiore, senza di fatto però riuscire ad esordirvi.

## Palmarès

### Club

#### Competizioni nazionali
- Campionato inglese di seconda divisione: 1

Newcastle: 1992-1993